# Cerimônia de abertura dos Jogos Olímpicos de Verão de 2012
A Cerimônia de Abertura dos Jogos Olímpicos de Verão de 2012 aconteceu na noite de 27 de julho no Estádio Olímpico de Londres, no Reino Unido. Com o título de Ilhas de Maravilha (Isles of Wonder), o espetáculo foi dirigido pelo vencedor do Oscar Danny Boyle e a maioria dos segmentos foi batizada com nomes presentes em obras da cultura britânica.
A partir de uma grande paisagem rural, com a presença de animais de verdade, a história foi desenvolvida refletindo as mudanças trazidas pela Revolução Industrial, pelos serviços de saúde britânicos e pela internet. Importantes artistas britânicos fizeram parte da cerimônia, como J. K. Rowling, Rowan Atkinson e Daniel Craig, que contracenou com a Rainha Elizabeth II em uma rara e icônica aparição.
Após a parte protocolar, com o desfile dos atletas, os discursos do chefe do Comitê Organizador Sebastian Coe e do presidente do Comitê Olímpico Internacional Jacques Rogge, o hasteamento da Bandeira Olímpica e os juramentos olímpicos, a pira, o maior segredo da cerimônia, foi acesa por sete jovens atletas britânicos. O cantor Paul McCartney encerrou o evento com o clássico Hey Jude.
Noventa e cinco chefes de estado e representantes oficiais estiveram presentes em Londres para a cerimônia, incluindo a presidente do Brasil Dilma Rousseff, o primeiro-ministro da Rússia Dmitri Medvedev e a primeira-dama dos Estados Unidos Michelle Obama. Com uma audiência estimada em 22 milhões de pessoas só no Reino Unido, a aclamada cerimônia foi destaque na imprensa mundial e recebeu diversos prêmios nos meses seguintes, tendo sido indicada inclusive ao Emmy Awards.

## Preparação

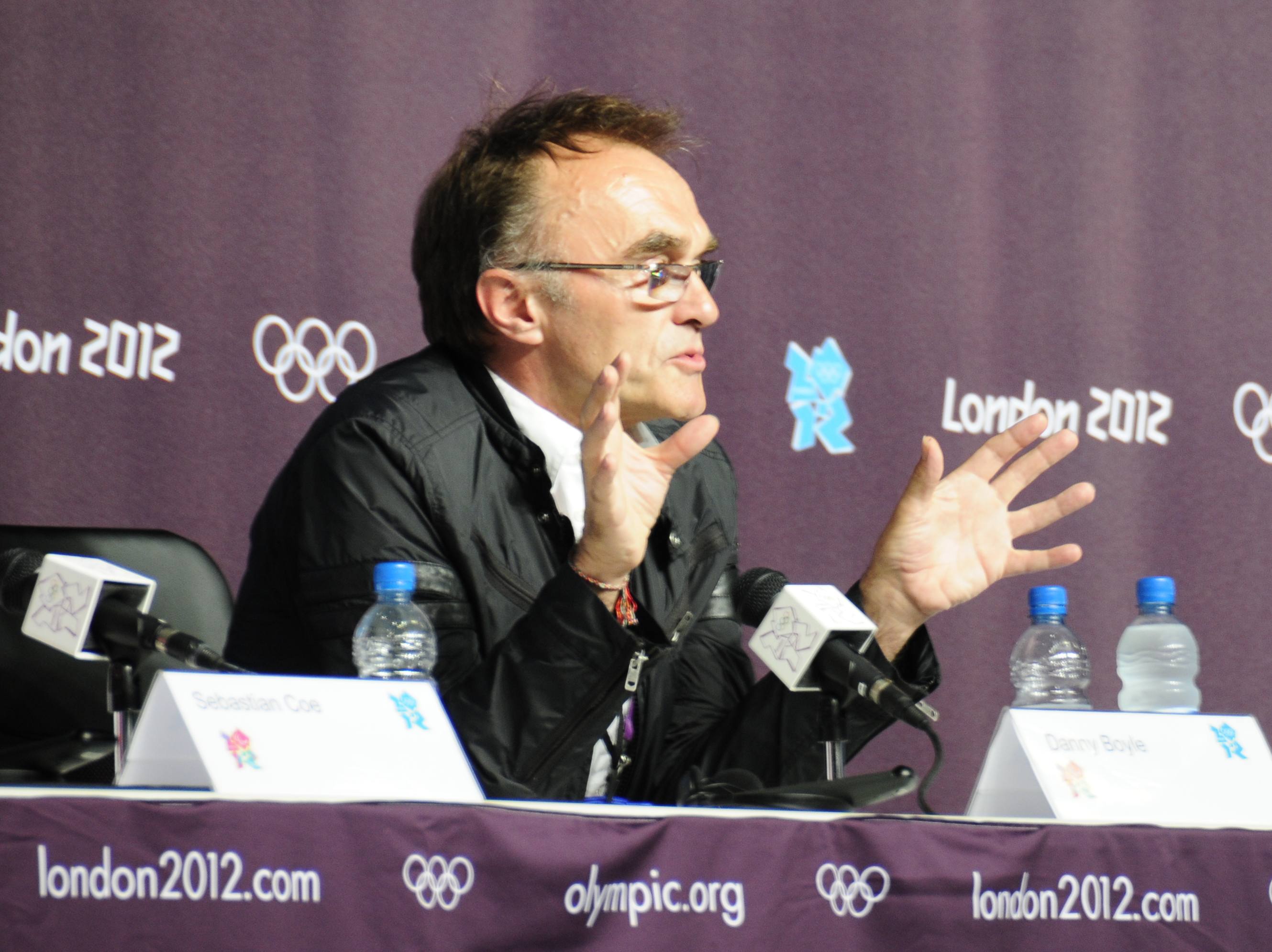
Danny Boyle, diretor da cerimônia de abertura

O Comitê Organizador dos Jogos Olímpicos e Paralímpicos de Londres (LOCOG) anunciou em junho de 2010 a escolha do cineasta britânico vencedor do Oscar Danny Boyle para o cargo de diretor artístico da cerimônia de abertura e da equipe que iria conduzir as quatro produções (abertura e encerramento dos Jogos Olímpicos e Paralímpicos). O time foi composto por Stephen Daldry, diretor três vezes indicado ao Oscar, Mark Fisher, produtor de grandes concertos e integrante da equipe que trabalhou nas cerimônias dos Jogos de 2008, Hamish Hamilton, produtor de TV e diretor do Oscar 2010, e Catherine Ugwu, diretora de criação e membro da equipe artística das cerimônias dos Jogos Olímpicos de Inverno de 2010 e dos Jogos da Commonwealth de 2002.
Em 2011 Boyle afirmou não ser possível superar a extravagância de Pequim e que seu desejo era "voltar ao início", recuperar tradições que emocionaram os espectadores desde Los Angeles 1984. Apesar das expectativas modestas, no final daquele ano o orçamento do governo para cerimônias mais que dobrou, ultrapassando 80 milhões de libras, sendo 27 milhões apenas para a abertura das Olimpíadas. A abertura dos Jogos de Pequim custou 65 milhões de libras.
O título do espetáculo, Ilhas de Maravilha, foi inspirado na obra A Tempestade, de William Shakespeare. Boyle classifica o discurso de Caliban usado como base para o início da cerimônia como um dos mais bonitos da obra shakespeariana. O trecho fala das belezas de uma ilha e da devoção do personagem pelo lugar. Entre as poucas informações divulgadas pela equipe de criação, estava a presença do maior sino da Europa (uma estrutura de 27 toneladas, duas vezes mais pesada que o Big Ben), a participação de enfermeiras e crianças em um dos segmentos e a performance de artistas voando sobre o palco.

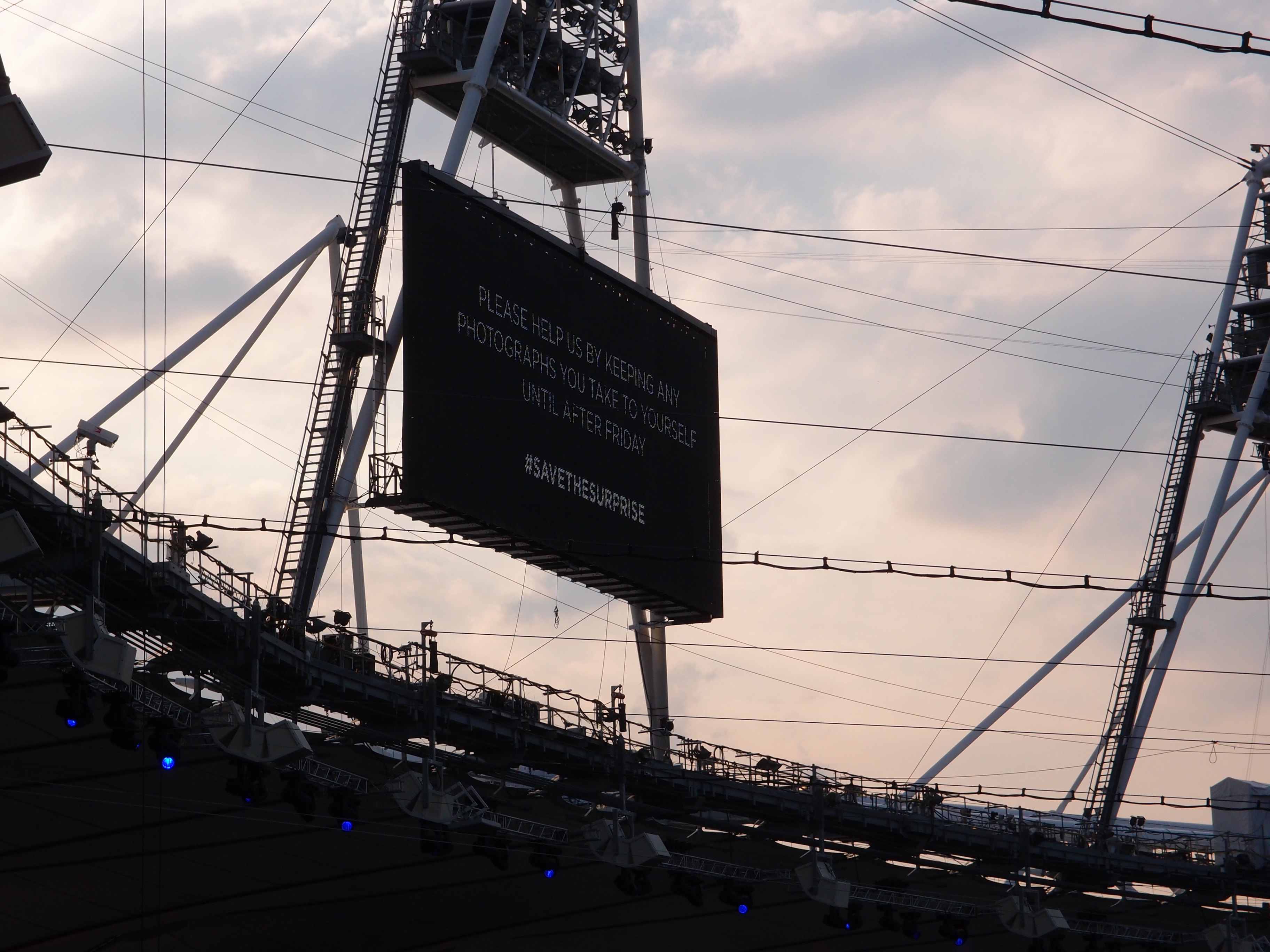
Mensagem no telão durante o último ensaio geral pedia a colaboração do público ("Por favor nos ajude mantendo guardada até sexta-feira qualquer foto que você tirar. #savethesurprise").

Em junho de 2012 muitos dos destaques foram revelados em uma apresentação à imprensa, que incluiu uma maquete do cenário da cerimônia. A maior surpresa foi a presença de animais (doze cavalos, três vacas, dois bodes, dez galinhas, dez patos, nove gansos, setenta ovelhas e três cães pastores), inovação que causou temor em entidades de proteção aos direitos dos animais, em especial a PETA. Boyle, entretanto, garantiu que todos os animais seriam bem tratados durante e após a cerimônia. Na mesma ocasião foi divulgado que haveria no estádio uma réplica do Glastonbury Tor e grupos de mosh, numa referência ao festival musical de Glastonbury, um dos maiores do mundo. Cada nação constituinte do Reino Unido seria representada pela sua flor-símbolo (a rosa da Inglaterra, o cardo da Escócia, o narciso do País de Gales e o linho da Irlanda do Norte).
A participação da Rainha Elizabeth II foi desejada pelo próprio Boyle, mas a princípio ele havia pensado em uma sósia, como Helen Mirren, que já havia interpretado o papel no cinema. Ao pedir permissão para fazer esta brincadeira ele ficou surpreso com o desejo da Rainha em participar ela mesma da filmagem. A cena, gravada com o ator Daniel Craig, foi um dos segredos mais bem guardados da cerimônia. Até mesmo membros da família real britânica desconheciam o modo como a Rainha seria apresentada.
A menos de dez dias da cerimônia, foi divulgado que a parte artística seria encurtada em cerca de trinta minutos. A justificativa oficial foi evitar que o evento terminasse após 0h30, prejudicando o descanso dos atletas, mas especulou-se que a preocupação maior era com o transporte dos milhares de espectadores. Nos últimos dias de preparação, dois ensaios gerais foram realizados no Estádio Olímpico na presença de mais de sessenta mil pessoas nas arquibancadas, que foram incentivadas a não divulgar imagens para manter o mistério sobre o evento. Nos telões do estádio a hashtag #savethesurprise ("guarde a surpresa") demonstrava a intenção dos produtores em não ter nenhuma informação vazada. No total, os ensaios duraram mais de 190 horas e se estenderam por dez meses.

## O evento

### Prólogo
Exatamente às 20h12 os Red Arrows sobrevoaram o estádio deixando um rastro de fumaça nas cores da bandeira britânica, dando início ao pré-show. O artista principal foi o cantor Frank Turner, que apresentou três músicas de seu repertório. O projeto LSO On Track, da Orquestra Sinfônica de Londres, também se apresentou, executando um arranjo especial para Nimrod, de Edward Elgar. O programa da BBC Radio Shipping Forecast também foi lembrado. Encerrando o prólogo, imensas faixas de tecido azul desceram pelas arquibancadas, numa referência ao oceano.

### Contagem regressiva

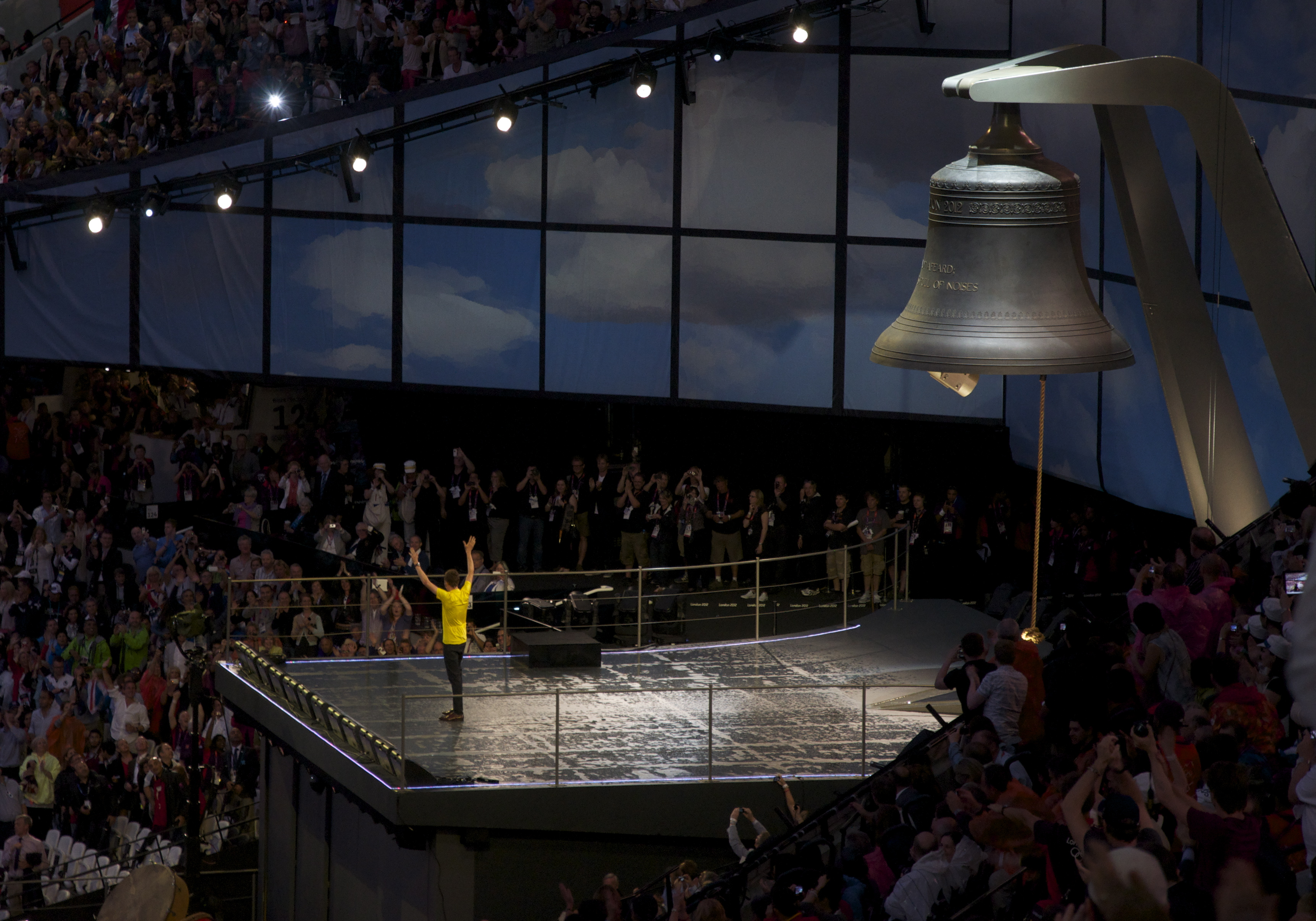
O campeão do Tour de France 2012 Bradley Wiggins dá início à cerimônia.

A cerimônia começou às nove horas da noite após os telões exibirem uma contagem regressiva de um minuto com imagens de números feitas em cenas da vida cotidiana de Londres, como portas de casa, letreiros de ônibus e placas de preços. Ao final da contagem, um vídeo de dois minutos de duração, dirigido por Boyle e produzido pela BBC, foi exibido. Nele, imagens do rio Tâmisa desde a sua nascente em Gloucestershire até o centro de Londres foram intercaladas com cenas rurais, urbanas e esportivas do Reino Unido e com elementos da cultura do país. Entre outros, foram lembrados Monty Python, Pink Floyd, The Clash (e sua música London Calling), Sex Pistols e a novela EastEnders.
A câmera, então, submergiu o Tâmisa e chegou, através do metrô de Londres, à região de Stratford. Ao se aproximar do estádio, "flagrou" artistas que se apresentariam em outros segmentos do show e entrou no palco, enquanto a imagem era sobreposta pelos cartazes das edições anteriores dos Jogos Olímpicos e a música Map of the Problematique, da banda Muse, era ouvida ao fundo.
De volta às imagens ao vivo, três moças seguraram os cartazes da edição atual dos Jogos e uma nova contagem regressiva, esta de dez segundos, foi feita, com crianças segurando balões numerados que estouraram à medida que cada segundo passava.
Para abrir oficialmente a cerimônia, o ciclista britânico Bradley Wiggins, que havia vencido o Tour de France 2012 na semana anterior, subiu ao palco e tocou o Sino Olímpico. Quatro balões meteorológicos carregando um grupo de anéis olímpicos cada foram então lançados.

### Verde e Aprazível Solo

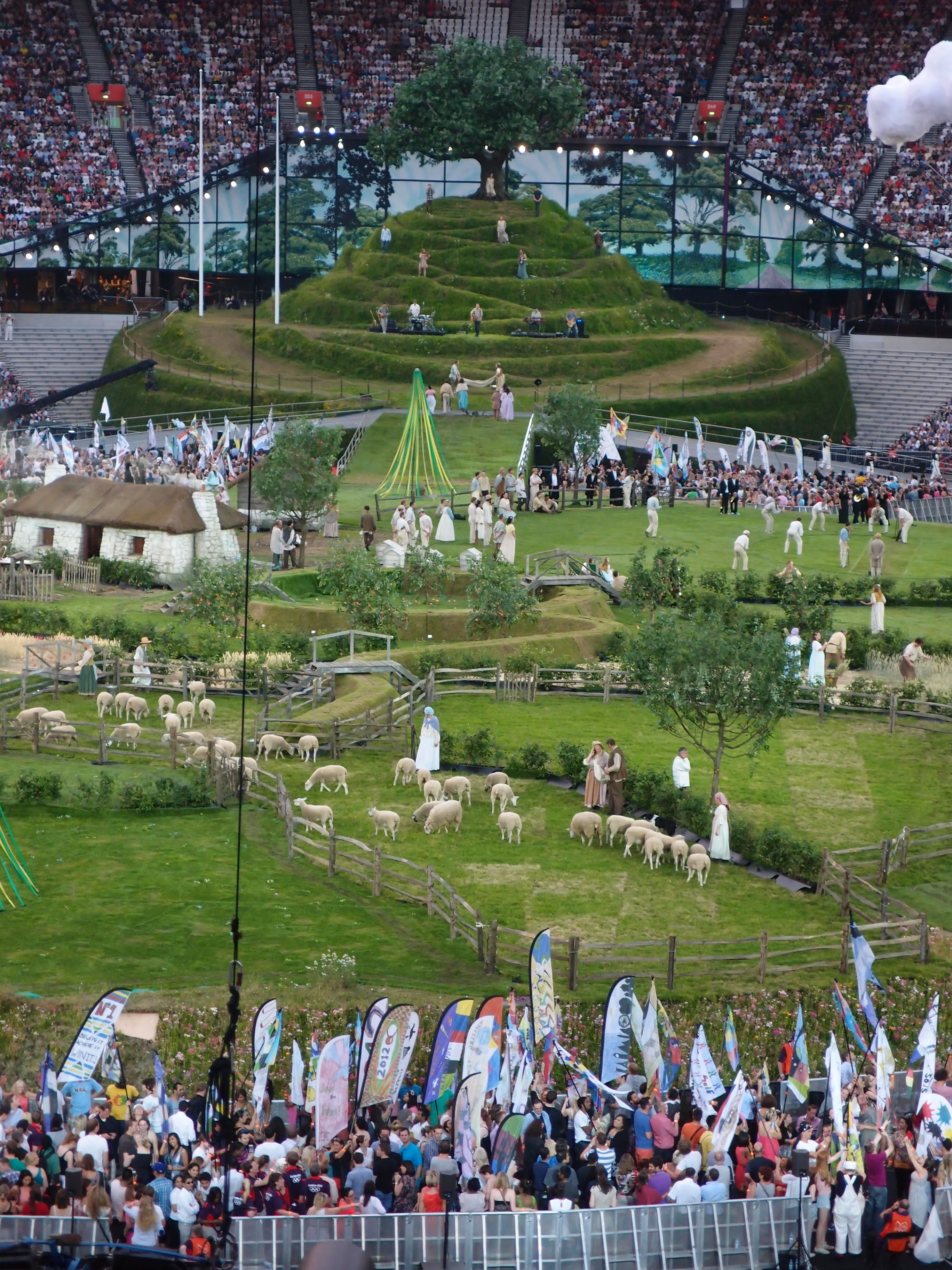
Cenário do início da cerimônia.

Não tenha medo; há ruídos na ilha,
 Sons, árias doces; dão gosto e não ferem.
 Saibam que às vezes, mil cordas tangidas
Murmumam-me no ouvido; outras, vozes 
Que, se eu acordo depois de um bom sono,
Me adormecem de novo; e então, sonhando,
Nuvens que se abrem mostram-me tesouros
Prontos pra chover em mim e, acordando,
Choro para sonhar de novo.

William Shakespeare, A Tempestade, Ato III, Cena II
O primeiro segmento artístico da cerimônia foi batizado com um trecho de "Aqueles pés em tempos antigos" ("And did those feet in ancient time"), prefácio do poema Milton, escrito por William Blake em 1808, que se transformou no hino Jerusalem após receber melodia de Hubert Parry em 1916.
O cenário inicial da cerimônia representava uma cena rural, com uma réplica do Glastonbury Tor, uma roda de água, animais vivos e pessoas representando lavradores, dançarinos e jogadores de críquete. Corais de jovens entoaram a cappella os hinos informais das quatro nações do Reino Unido: o já citado Jerusalem, da Inglaterra (cantado ao vivo no estádio), Londonderry Air (Danny Boy), da Irlanda do Norte (cantando em videotape na Calçada dos Gigantes, em Antrim), Flower of Scotland, da Escócia (cantado em frente ao Castelo de Edimburgo), e Bread of Heaven, do País de Gales (no vilarejo de Rhossili). Ao final dos cânticos, o ator Kenneth Branagh interpretou o discurso "Não tenha medo" (Be not afeard), de Shakespeare. Branagh representava o pioneiro da Revolução Industrial Isambard Kingdom Brunel. Um grupo de 50 atores também representando Brunel entraram no estádio, dando início à transição para a segunda parte do show.

### Pandemônio

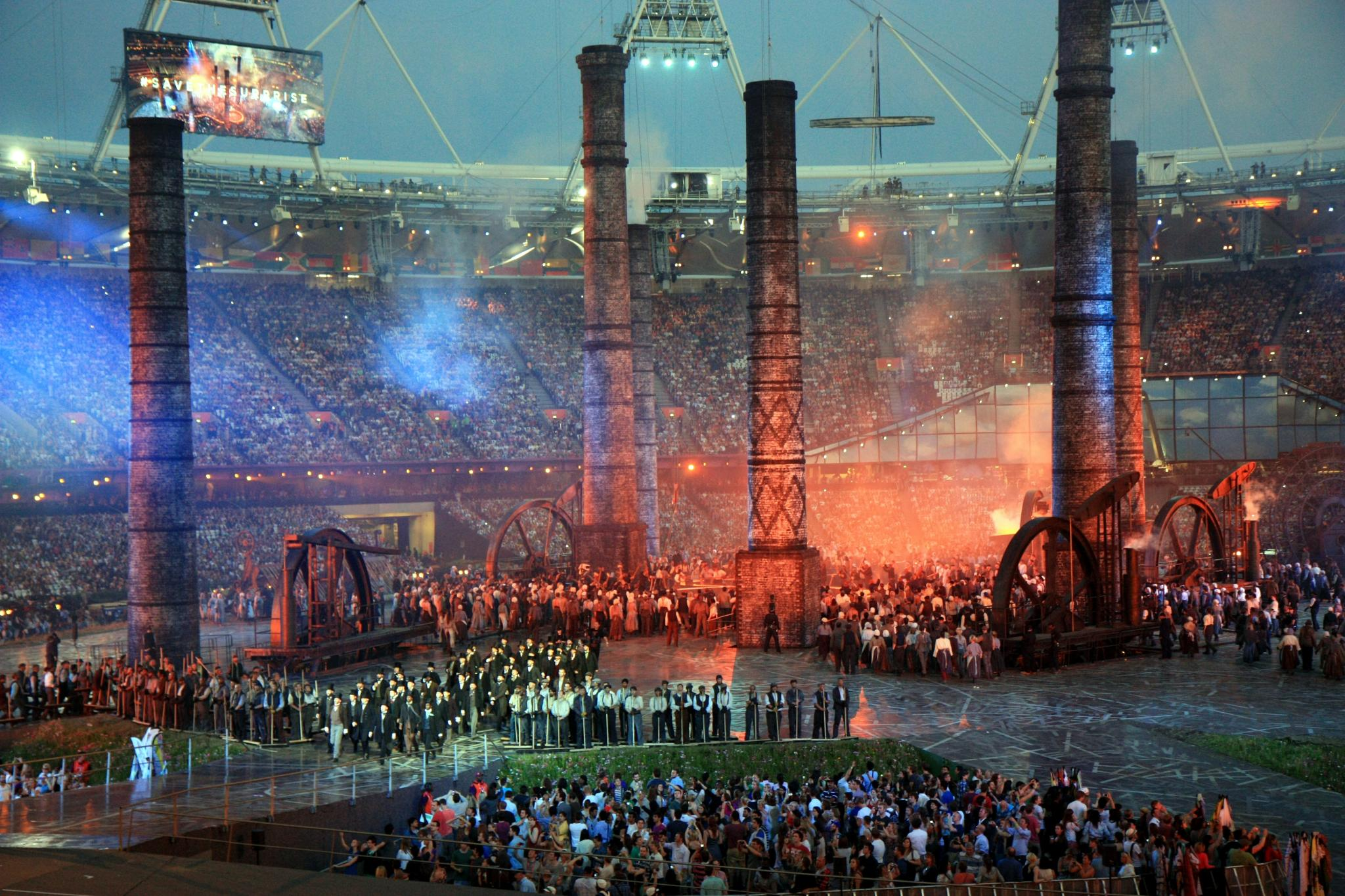
Pandemônio durante o ensaio geral de 23 de julho.

Batizado com uma palavra inventada pelo escritor John Milton em sua obra Paraíso Perdido, este segmento representou as mudanças culturais e sociais trazidas pela Revolução Industrial desde o século XVIII até a década de 1960.
Após a entrada dos Brunels, 965 percussionistas deram um novo ritmo à cerimônia, utilizando baldes e caixas como tambores para interpretar, junto com Evelyn Glennie, a música And I Will Kiss, da banda Underworld, composta especialmente para a cerimônia. A árvore que havia na representação da colina subiu e por ali entraram mais centenas de pessoas (levando o total de voluntários em cena a mais de 2500). Neste momento começou o que Danny Boyle chamou de "maior mudança de cenário da história do teatro", algo que ele havia sido aconselhado a não fazer. Os figurantes começaram a retirar toda a grama e os demais elementos do cenário rural que ali havia, ao passo que sete chaminés surgiam do subsolo e outros maquinários industriais eram incorporados à cena.
No meio da transformação, a música e todos os voluntários pararam e respeitaram um minuto de silêncio em homenagem às vítimas da I Guerra Mundial. Um desfile em volta do palco central representou alguns dos grupos que provocaram mudanças no Reino Unido, como mulheres sufragistas, a Jarrow March (um protesto contra o desemprego após a Grande Depressão), imigrantes das Índias Ocidentais e os Beatles (com voluntários vestidos como no álbum Sgt. Pepper's Lonely Hearts Club Band).
Finalizando a representação da indústria britânica, um anel de metal com 11,9 metros de diâmetro começou a ser forjado no centro do estádio, enquanto voluntários representavam mimicamente movimentos de outros ramos da indústria, como o tear. Ao mesmo tempo em que o anel era finalizado no chão, outros quatro de mesmo tamanho se aproximaram pelo ar. O quinto anel subiu e, juntos, os cinco formaram os anéis olímpicos, soltando fogos de artifício e criando uma das imagens mais icônicas da cerimônia.

### Feliz e Glorioso
O segmento começou com um pequeno filme dirigido por Boyle e produzido pela BBC intitulado Happy and Glorious (um dos versos do hino nacional do Reino Unido). No vídeo, o agente secreto James Bond, interpretado pelo ator Daniel Craig, entra no Palácio de Buckingham enquanto crianças brasileiras (numa referência aos próximos Jogos Olímpicos), em visita guiada ao palácio, o observam. Bond chega à sala onde a Rainha Elizabeth II se encontra, recebe seus cumprimentos ("Boa noite, senhor Bond") e a escolta até o lado de fora do prédio, onde um helicóptero AgustaWestland AW139 os aguarda.
A aeronave sobrevoa alguns dos principais pontos de Londres, como The Mall, a Coluna de Nelson, o Palácio de Westminster, a London Eye e a Tower Bridge, até chegar ao Estádio Olímpico. A sequência de cortes de imagens ao vivo e pré-gravadas deu a impressão de que Bond e a Rainha estavam no helicóptero sobrevoando o estádio durante a cerimônia. Ao final do filme, os dois aparentemente saltaram de paraquedas sobre o estádio, para surpresa de todos. A Rainha e o Duque de Edimburgo, bem como o presidente do Comitê Olímpico Internacional Jacques Rogge foram, então, oficialmente apresentados ao público. A Rainha usava o mesmo vestido do vídeo, reforçando a ilusão de que acabara de chegar, acompanhada por Bond.
Nas cenas finais do vídeo, a Rainha foi substituída pela dublê Julia McKenzie. O salto foi feito pelo dublê e paraquedista Gary Connery. Craig foi dublado pelo paraquedista Mark Sutton, que faleceu em 2013.
Fechando o segmento, a bandeira do Reino Unido foi conduzida por membros das Forças Armadas e o hino nacional foi cantado a cappella por crianças do Kaos Signing Choir for Deaf and Hearing Children.

### Segunda à direita, e em frente até de manhã
De todas as ilhas aprazíveis, a Terra do Nunca é a mais acolhedora
 e a mais compacta; nem grande nem esparramada, não tem distâncias
 tediosas entre uma aventura e outra e é repleta de deleites. Quando
 você brinca nela de dia, com cadeiras e com uma toalha de mesa, a
 brincadeira não dá nem um pouco de medo, mas nos dois minutos antes
 de você pegar no sono as coisas se tornam quase reais.

James Matthew Barrie, Peter and Wendy, Capítulo I
Homenageando a literatura infantil britânica e o National Health Service (NHS), o segmento iniciou com 320 crianças em camas de hospital formando no centro do estádio o símbolo do Great Ormond Street Hospital, um dos hospitais infantis mais respeitados do mundo, e em seguida a sigla NHS. Com trilha sonora de Mike Oldfield, composta pelas músicas In Dulci Jubilo e Tubular Bells, imagens pré-gravadas de uma garota lendo na cama, sob os lençóis, foram intercaladas com imagens da autora britânica J. K. Rowling, que leu, ao vivo no estádio, um trecho de Peter Pan (ao lado), obra da qual foi retirado o título desta parte da cerimônia. Como em um sonho, alguns dos principais vilões das histórias infantis britânicas surgiram no estádio (a Rainha de Copas, de Alice no País das Maravilhas, Capitão Gancho, de Peter Pan, Cruella de Vil, de 101 Dálmatas, e Lord Voldemort, das aventuras de Harry Potter). Para salvar as crianças dos vilões, desceram do céu com guarda-chuvas trinta e duas mulheres interpretando a babá Mary Poppins. Durante a performance, as crianças brincavam e pulavam nas camas. A sequência foi concluída com uma cama gigante e a representação de um bebê, numa referência ao pioneirismo escocês na ultrassonografia obstetrícia.

### Interlúdio
O maestro Simon Rattle foi convidado ao palco para conduzir a Orquestra Sinfônica de Londres na performance de Chariots of Fire, tema do filme homônimo, em um segmento que homenagearia o cinema britânico através do filme de maior identificação com o Movimento Olímpico. Rowan Atkinson, no papel de seu personagem mais famoso, Mr. Bean, surgiu no meio da orquestra tocando repetida e comicamente uma única nota em um sintetizador. Entediado, ele pareceu adormecer e então um vídeo começou a ser exibido, reproduzindo a famosa cena do filme em que os atletas correm na praia de West Sands, mas com o próprio Mr. Bean participando. Ele venceu a corrida (ainda que utilizando um carro em parte do percurso e provocando a queda de um atleta próximo à chegada) e acordou do sonho ao perceber que a música havia acabado e ele ainda estava tocando a mesma nota, para desconforto do maestro.

### Frankie e June dizem... obrigado Tim

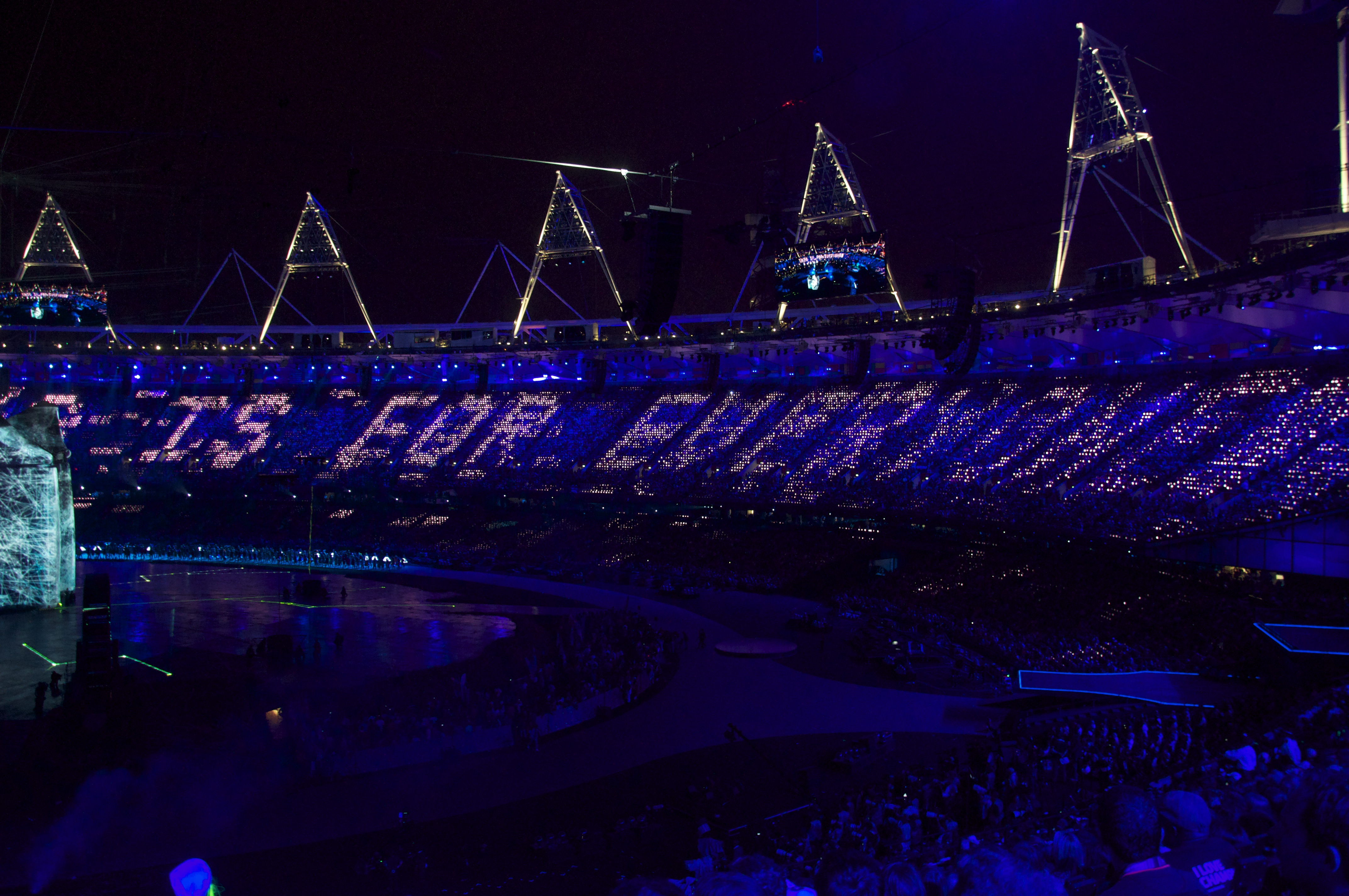
"Isto é para todos", frase de Tim Berners-Lee reproduzida na arquibancada.

Esta sequência celebrou a música britânica, prestando homenagem a diversos artistas de várias épocas. A cena começou com uma noite de sábado em uma família comum, alternando cenas pré-gravadas e imagens ao vivo, em uma casa montada numa das laterais do estádio. No centro, nas paredes de uma réplica três vezes maior da casa, foram reproduzidas cenas de clássicos da TV e do cinema britânicos, como A Matter of Life and Death, Quatro Casamentos e um Funeral, Ou Tudo ou Nada e Trainspotting.
Enquanto a jovem, June, saía de casa para encontrar as amigas, centenas de pessoas entravam em cena para representar uma viagem pelo metrô de Londres. Durante a viagem os personagens atualizavam status e publicavam fotos em redes sociais. Frankie, o outro jovem protagonista do segmento, e June trocaram olhares no metrô, mas ela, ao sair, deixou seu telefone. Frankie pegou e tentou devolver, mas não conseguiu alcançá-la.
A partir daí Frankie seguiu June por várias casas de show, cada uma homenageando uma década da música britânica, e trocou mensagens pela internet com a garota. Entre as canções, (I Can't Get No) Satisfaction, dos Rolling Stones, She Loves You, dos Beatles, Starman, de David Bowie, Bohemian Rhapsody, do Queen, Pretty Vacant, dos Sex Pistols, e Blue Monday, do New Order. Quando Frankie e June finalmente se encontraram, todos os integrantes da cena cantaram I'm Forever Blowing Bubbles. Enquanto na casa do centro do estádio era projetada uma cena de Quatro Casamentos e um Funeral, eles se beijaram, e as telas exibiram uma sequência de beijos famosos da ficção e da vida real, como o beijo lésbico da novela Brookside e o beijo do Príncipe William e da Duquesa de Cambridge no dia de seu casamento.
Com Frankie e June juntos, a música contemporânea foi homenageada, com a apresentação ao vivo de Dizzee Rascal, cantando Bonkers. Em seguida, os dançarinos entraram na casa de June enquanto outras músicas eram executadas, como Valerie, de Amy Winehouse, Uprising, de Muse, e Pass Out, de Tinie Tempah. Os dançarinos então se posicionaram no Glastonbury Tor e a casa foi erguida, revelando o físico Tim Berners-Lee, inventor da World Wide Web. Boyle quis homenageá-lo por tornar a internet disponível a todas as pessoas, permitindo a comunicação imediata (como a troca de mensagens entre Frankie e June). Berners-Lee tweetou a frase "This is for everyone" ("Isso é para todos"), reproduzida nos painéis de LED das arquibancadas.

### Fica comigo
Um videotape com imagens do revezamento da tocha pelo Reino Unido foi exibido, seguido por imagens da tocha em um bote no rio Tâmisa. O bote era conduzido pelo jogador de futebol David Beckham e a tocha pela também futebolista Jade Bailey. Ao passar por baixo da Tower Bridge, uma chuva de fogos de artifício iluminou a ponte. A sequência foi ensaiada no dia 24 e as imagens mescladas com tomadas ao vivo.
Em seguida houve um tributo a "amigos e parentes dos espectadores que não puderam estar presentes esta noite", incluindo as vítimas dos atentados de 7 de julho de 2005 (dia seguinte à escolha de Londres como sede dos Jogos). Fotos de pessoas que morreram foram exibidas como um memorial.
O hino Abide with me foi então cantado por Emeli Sandé, enquanto um grupo de dançarinos, liderados por Akram Khan,  apresentou uma coreografia representando a luta entre a vida e a morte.

### Bem-vindos

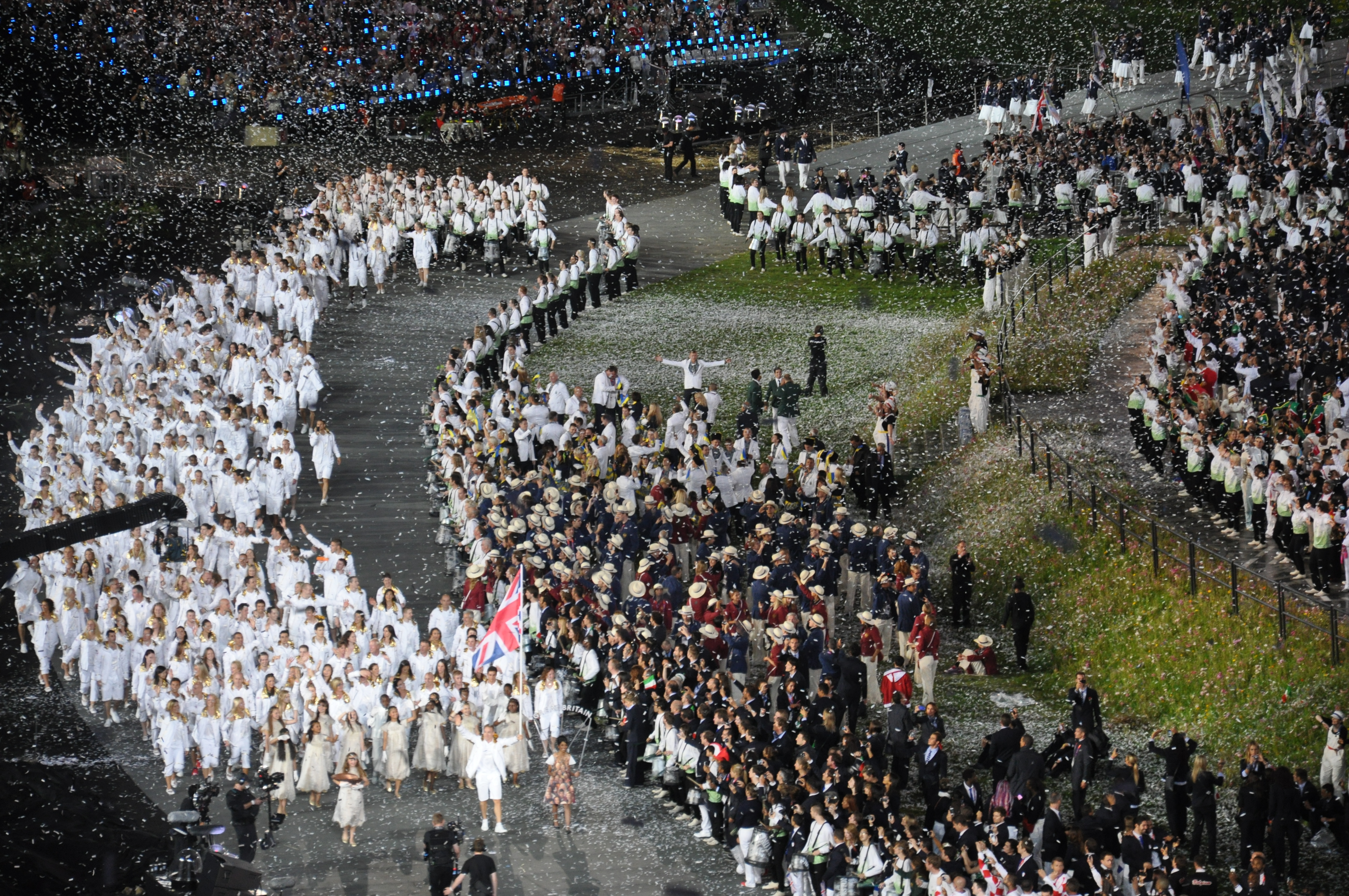
Delegação da Grã-Bretanha encerra o desfile.

O desfile dos atletas (10 490 no total, embora muitos não tenham de fato desfilado) das 205 delegações iniciou, como de costume, pela Grécia e foi encerrado pela delegação anfitriã, a Grã-Bretanha, que desfilou sob uma chuva de sete bilhões de confetes.
As outras delegações seguiram a ordem alfabética da língua inglesa, salvo algumas exceções, provocadas principalmente por fatores políticos que levam o COI a denominar alguns países de maneira pouco usual. Foram os casos, por exemplo, da China, que, apesar de ser chamada pelo COI de República Popular da China, desfilou na letra C, e de Taipé Chinês (República da China), que desfilou na letra T (mesmo sendo chamado de Chinese Taipei em inglês), bem como da República da Macedônia, que desfilou na letra F (de Former Yugoslav Republic of Macedonia - Antiga República Iugoslava da Macedônia) por causa da disputa sobre o nome do país.
Com a dissolução do Comitê Olímpico Nacional das Antilhas Holandesas em 2011, os atletas classificados tiveram a opção de integrar a delegação dos Países Baixos ou competir sob a Bandeira Olímpica com a denominação de Atletas Olímpicos Independentes. Embora alguns tenham aceitado a primeira opção, três atletas, todos de Curaçao, preferiram a segunda alternativa. Mais tarde, após a independência do Sudão do Sul, o maratonista Guor Marial passou a integrar o grupo, por não querer competir pelo Sudão e ainda não ter conseguido a cidadania americana.
Ao lado de cada porta-bandeira desfilou uma mulher trazendo o nome do país e usando um vestido estampado com fotos das pessoas que se candidataram a atuar como voluntário no evento, e também uma criança com uma escultura de cobre, que teria importância em um momento posterior da cerimônia. O desfile foi acompanhado de diversas músicas populares no país, como Galvanize, dos Chemical Brothers, West End Girls, de Pet Shop Boys, Rolling in the Deep, de Adele, Stayin' Alive, de Bee Gees, e Where the Streets Have No Name, da banda irlandesa U2, com a equipe anfitriã entrando ao som de "Heroes", de David Bowie. Toda a trilha foi mixada pelo DJ e produtor High Contrast e teve um andamento de 120 bpm, para que os atletas desfilassem mais rápido, o que também era facilitado pela presença de ritmistas "empurrando" as delegações maiores. Apesar de todos os esforços, o desfile durou uma hora e quarenta minutos, vinte e um a mais que o previsto no programa oficial.
Mesmo com todos os procedimentos de segurança, uma mulher conseguiu furar o bloqueio e desfilar junto à delegação da Índia. Dias depois, o Comitê Organizador divulgou que se tratava de uma voluntária, mas que estava sem credencial e não tinha autorização para desfilar.

### Bicicletas da manhã
Com o final do desfile dos atletas, os Arctic Monkeys apresentaram duas músicas, I Bet You Look Good on the Dancefloor, primeiro single da banda, e Come Together, dos Beatles. Durante a segunda, passaram pelo estádio setenta e cinco ciclistas com figurino representando as pombas da paz, um tradicional símbolo presente em Jogos Olímpicos desde a Antiguidade, embora pássaros reais não sejam usados desde que alguns foram queimados vivos na pira dos Jogos de Seul. Um dos ciclistas, com figurino amarelo, voou por sobre os atletas, numa referência à vitória de Bradley Wiggins no Tour de France.

### Que Comecem os Jogos

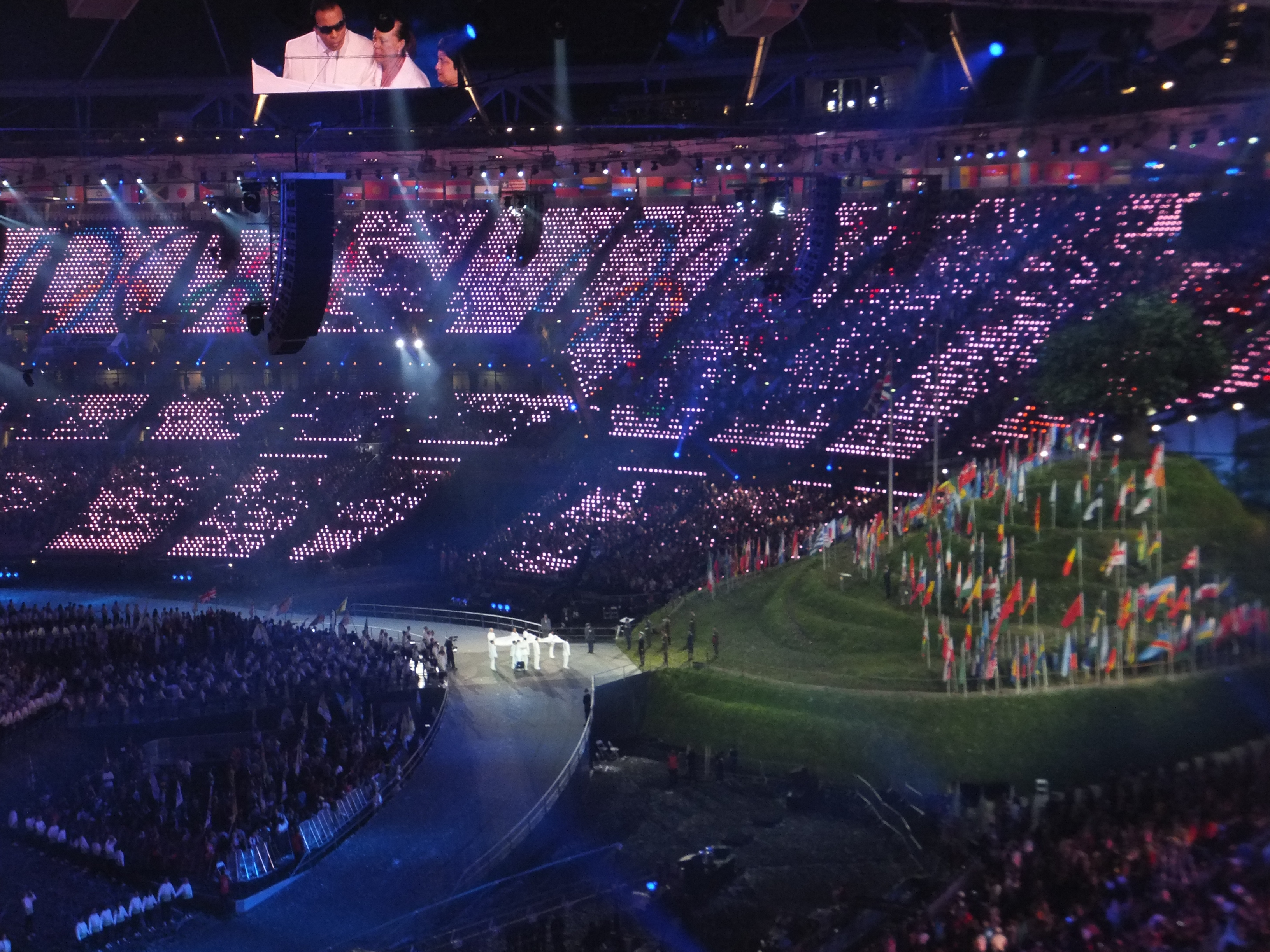
Muhammad Ali recebe a Bandeira Olímpica.

A parte formal da cerimônia começou com o discurso do chefe do comitê organizador Sebastian Coe, que declarou estar orgulhoso por ser britânico e por fazer parte do Movimento Olímpico. Para Coe, as Olimpíadas existem para celebrar o que há de melhor na humanidade. Ele lembrou que Londres estava sediando os Jogos pela terceira vez e que em todas as vezes o mundo passava por turbulências, mas que todas as edições haviam sido bem sucedidas.
Jacques Rogge, presidente do COI, fez seu discurso em seguida, enfatizando que, pela primeira vez na história, todas as delegações tinham presença feminina e que os Jogos estavam "voltando pra casa", uma vez que a Grã-Bretanha é considerada a criadora do esporte moderno e do espírito esportivo. Ele também agradeceu aos voluntários e pediu que os atletas rejeitassem o doping, dizendo que "caráter vale muito mais que medalhas".
Em seguida, Rogge convidou a Rainha Elizabeth II a declarar os Jogos oficialmente abertos. Foi a segunda vez que ela fez a declaração (por também ocupar o posto de chefe de estado do Canadá, ela foi a responsável pela abertura dos Jogos de Montreal 1976).
A Bandeira Olímpica foi então recebida, conduzida por oito pessoas escolhidas por sua atuação em busca da paz e reconhecidas como símbolos dos valores olímpicos: Daniel Barenboim, músico argentino (por promover harmonia no lugar do conflito), Sally Becker, pacifista britânica (por sua coragem e compaixão), Shami Chakrabarti, pacifista e diretora do grupo Liberty (por sua integridade), Leymah Gbowee, ativista liberiana (uma grande pacifista), Haile Gebrselassie, corredor etíope (por ajudar a melhorar a vida de jovens de todo o mundo através do esporte), Doreen Lawrence, política britânica (por sua incansável luta por justiça), Ban Ki-moon, secretário-geral da Organização das Nações Unidas (por acreditar que a solução para os problemas do mundo está nas mãos da humanidade) e Marina Silva, ambientalista brasileira (por sua apaixonada luta em defesa do meio-ambiente). Após desfilar pelo estádio, os condutores da bandeira chegaram próximos à colina e encontraram Muhammad Ali, ex-pugilista americano, reconhecido por sua dedicação, generosidade e força espiritual. Ali, que foi o responsável pelo acendimento da pira dos Jogos de Atlanta 1996, aparentava fragilidade e estava acompanhado por sua esposa Lonnie. A bandeira foi então entregue a membros das Forças Armadas, que a hastearam durante a execução do Hino Olímpico.
Encerrando o segmento, o juramento dos atletas foi feito pela taekwondista Sarah Stevenson, enquanto o juramento dos árbitros foi feito por Mik Basi, do boxe, e o juramento dos técnicos (uma novidade em Jogos Olímpicos) por Eric Farrell, da canoagem.

### Há uma Luz que Nunca se Apaga

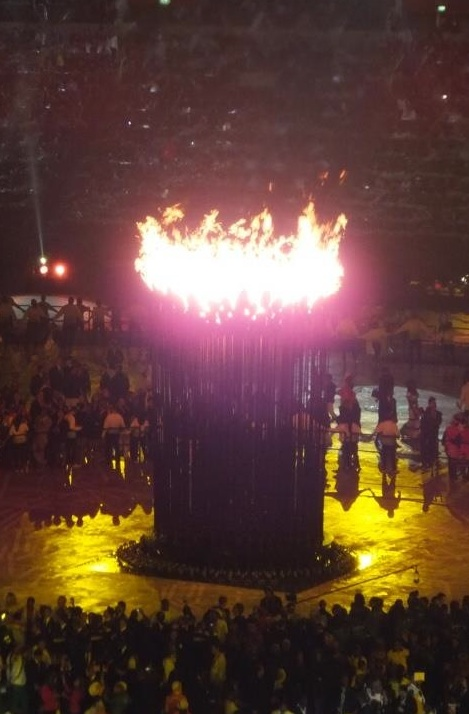
A pira após acesa.

Este segmento foi batizado com o título de uma música da banda The Smiths. O bote com a tocha olímpica conduzido por David Beckham chegou ao Parque Olímpico de Londres pelo canal de Limehouse e a chama foi entregue a Steve Redgrave, que a conduziu ao interior do estádio passando por um grupo de 500 trabalhadores que participaram da sua construção. Redgrave entregou a chama a um grupo de sete jovens britânicos, indicados por famosos esportistas do país, numa referência ao lema desta edição, "inspire uma geração". Os escolhidos foram:
| Jovem              | Idade | Esporte    | Nomeador          |
| ------------------ | ----- | ---------- | ----------------- |
| Callum Airlie      | 17    | Vela       | Shirley Robertson |
| Jordan Duckitt     | 18    | voluntário | Duncan Goodhew    |
| Desiree Henry      | 16    | Atletismo  | Daley Thompson    |
| Katie Kirk         | 18    | Atletismo  | Mary Peters       |
| Cameron MacRitchie | 19    | Remo       | Steve Redgrave    |
| Aidan Reynolds     | 18    | Atletismo  | Lynn Davies       |
| Adelle Tracey      | 19    | Atletismo  | Kelly Holmes      |

Os jovens se revezaram na condução da tocha dando uma volta no estádio, enquanto a canção Caliban's Dream, composta por Underworld especialmente para a cerimônia, era executada, com participação de Evelyn Glennie, da soprano Elizabeth Roberts e do vocalista da banda Two Door Cinema Club Alex Trimble.
Após completar a volta, eles se juntaram aos seus nomeadores, que entregaram uma tocha a cada um. Atrás dos nomeadores estavam 260 medalhistas olímpicos britânicos de esportes de verão e de inverno, incluindo Jayne Torvill e Christopher Dean, Matthew Pinsent, Jonathan Edwards, David Hemery, Denise Lewis, Tessa Sanderson, David Wilkie e seis medalhistas dos Jogos de 1948.
Os jovens ergueram a tocha acima das cabeças dos ex-atletas e dos participantes da atual edição e seguiram em direção ao centro do estádio, onde estava um dos segredos mais bem guardados da cerimônia. As esculturas de cobre em formato de pétala que cada delegação trouxe junto à sua bandeira no desfile dos atletas (nas quais estava gravada a inscrição "XXX Olimpíada Londres 2012" e o nome do país) estavam dispostas em círculo. Ao aproximarem as tochas das pétalas, elas acenderam, revelando a pira olímpica, projetada pelo designer Thomas Heatherwick. As pétalas então ergueram-se, formando uma chama única. A pira seria, dias depois, movida para a lateral do estádio, passando a ocupar lugar semelhante ao da pira dos Jogos de 1948 no estádio de Wembley. Ao final dos Jogos, cada comitê olímpico nacional receberia sua pétala de volta, como lembrança do evento. Apesar de todo o mistério, o design da pira já havia sido publicado, nos ingressos para a cerimônia, mas, como não havia uma indicação clara, a referência não foi percebida por ninguém.

### E no final
Com o acendimento da pira, um espetáculo de fogos de artifício foi executado em toda a extensão do Parque Olímpico, com imagens ao vivo mescladas com cenas marcantes de edições anteriores dos Jogos e Eclipse, de Pink Floyd, como trilha sonora. Um dos balões meteorológicos lançados no início da cerimônia foi então exibido, já na estratosfera. Com o estádio envolto na fumaça dos fogos, Paul McCartney assumiu o palco e cantou um trecho de The End e então Hey Jude, com o público e os atletas fazendo o famoso coro na na na na, regidos pelo próprio Paul.

## Aspectos técnicos

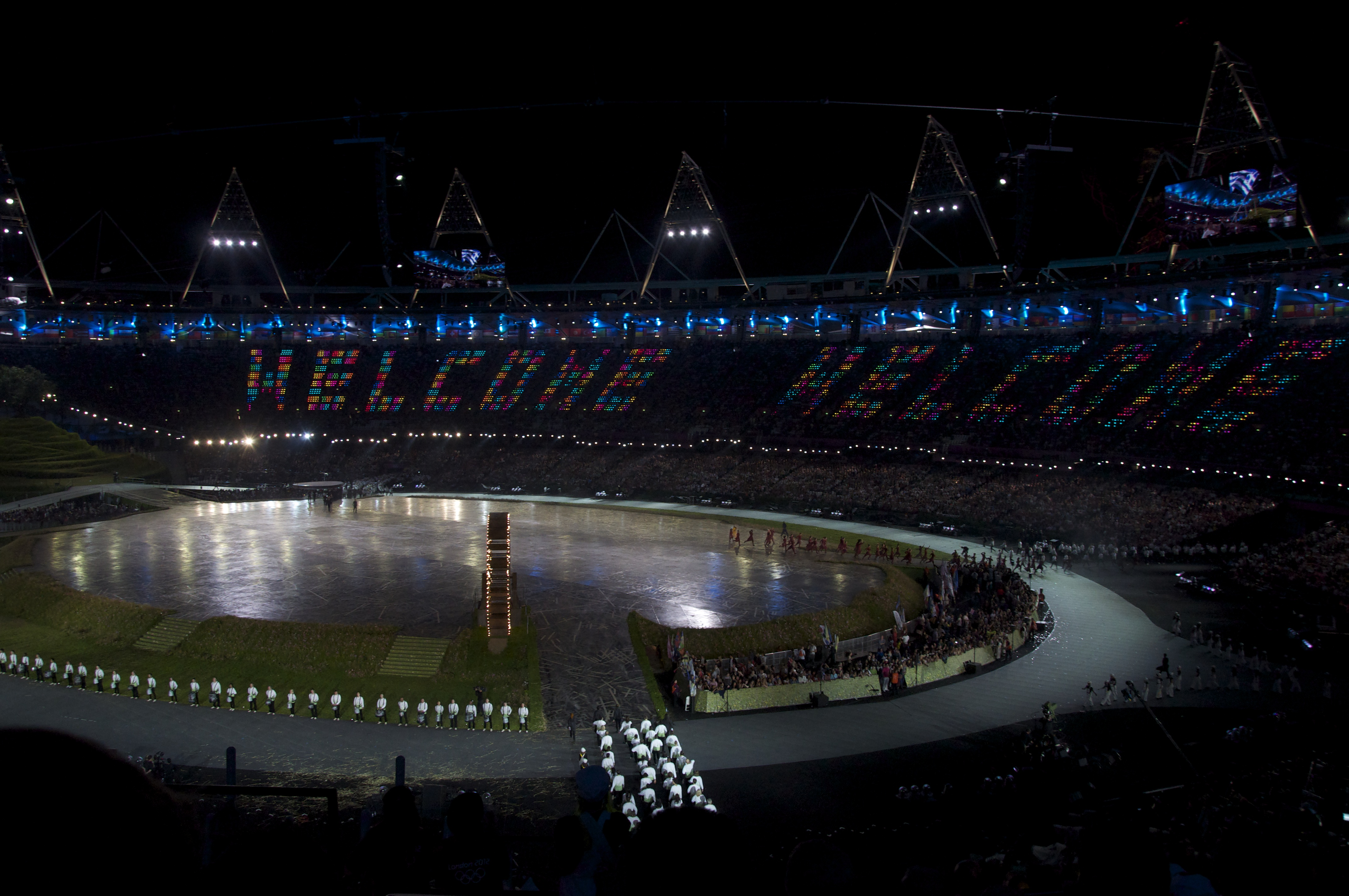
Mais de setenta mil painéis de LED foram instalados na arquibancada.

O cenário montado para a cerimônia ocupou uma área de 15 mil metros quadrados. Foram usadas 57 mil peças de vestuário e distribuídas mais de 40 mil garrafas d'água entre os 7 500 integrantes do elenco.
A estrutura de som montada no estádio pesava mais de cinquenta toneladas, e havia quinhentos microfones. Nas arquibancadas, 70 799 painéis de LED foram instalados entre os assentos. Os painéis eram conectados a um computador central por 317 quilômetros de cabos, em um sistema que levou dois meses para ser montado. A engrenagem de cabos sobre o estádio, que permitiu o voo de vários figurantes ao longo da cerimônia, tinha capacidade para erguer até 25 toneladas.
No cenário inicial havia 7 346 m² de grama natural, e para coordenar todas as operações durante os ensaios e no dia da cerimônia foram utilizados oito mil radiotransmissores. As chaminés que se ergueram durante o segmento Pandemônio foram na verdade infladas até atingir 30 metros de altura. Na etapa seguinte, as trinta e duas Mary Poppins saltaram de quatro plataformas no teto do estádio presas a cabos, enquanto a alegoria de Lord Voldemort foi erguida a 18 metros de altura. Vinte e dois projetores foram utilizados para levar as imagens da dramaturgia britânica à casa no meio do estádio, que foi inflada em apenas oito minutos.

## Música
A trilha sonora oficial da cerimônia de abertura foi lançada digitalmente no dia seguinte ao evento e em CD no dia 12 de agosto. Contendo trinta e seis faixas, o álbum foi dividido em duas partes, uma com a trilha das partes artística e protocolar (incluindo as canções And I Will Kiss e Caliban's Dream, compostas exclusivamente para o evento) e outra com algumas das músicas executadas durante o desfile dos atletas. Nos primeiros dias após o lançamento o álbum alcançou as primeiras colocações dos rankings de downloads em diversos países.

## Ficha técnica
A equipe da cerimônia de abertura foi composta por:
- Diretor artístico: Danny Boyle
- Designers: Mark Tildesley e Suttirat Anne Larlarb
- Diretor musical: Rick Smith (Underworld)
- Roteirista: Frank Cottrell Boyce
- Diretora associada: Paulette Randall
- Diretor de vídeo: Sascha Dhillon
- Supervisor de efeitos visuais: Adam Gascoyne
- Produtor: Tracey Seaward
- Diretor de movimentos: Toby Sedgwick
- Coreógrafos: Temujin Gil, Kenrick H2O Sandy e Sunanda Biswas
- Designer da pira: Thomas Heatherwick

Além deles, as cerimônias de abertura e encerramento dos Jogos Olímpicos e Paralímpicos tinham como Equipe Executiva:
- Diretor de Cerimônias: Bill Morris
- Chefe de Cerimônias: Martin Green
- Produtora Executiva (produção): Catherine Ugwu
- Produtor Executivo (criação): Stephen Daldry
- Produtor Executivo (radiodifusão/TV): Hamish Hamilton
- Produtor Executivo: Mark Fisher

## Cobertura televisiva

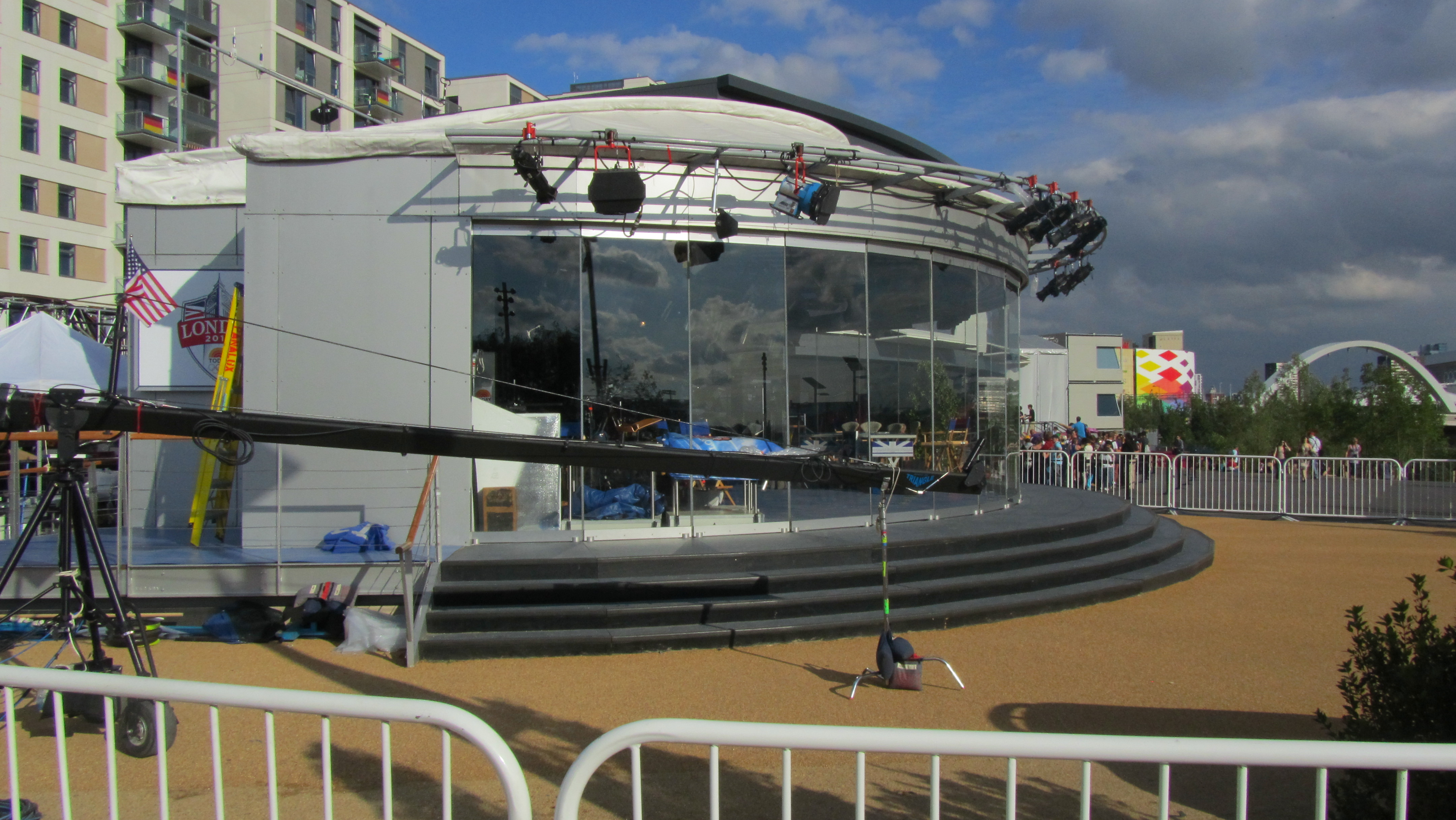
Estúdio da NBC no Parque Olímpico.

A BBC, emissora de televisão estatal do Reino Unido, iniciou sua cobertura da cerimônia às 19h e seguiu até 0h50, sem intervalos. A audiência média foi de 22,4 milhões de pessoas, com pico de 26,9 milhões (representando 82,5% de participação). Foi a maior audiência da BBC desde 1996. A qualidade da transmissão, entretanto, foi contestada por especialistas, principalmente em relação aos comentaristas, que falavam durante momentos importantes e faziam comentários que não interessavam ao grande público. O próprio Danny Boyle não era entusiasta da ideia de uma cerimônia com comentários, por isso a BBC ofereceu uma versão sem narração para os assinantes de tv a cabo ou por satélite.
Nos Estados Unidos, a cobertura da NBC foi bastante criticada, pela decisão de não exibir a cerimônia ao vivo nem mesmo via tv por assinatura ou na internet, e, principalmente, por não ter exibido o segmento "Fica comigo", o substituindo por uma entrevista com o nadador Michael Phelps, o que foi visto como um desrespeito, já que o segmento homenageou as vítimas dos atentados de 7 de julho. Em sua defesa, a NBC declarou que a transmissão dos Jogos era voltada ao público americano e por isso eram necessários cortes em determinados momentos. Essas decisões levaram parte do público americano a procurar formas alternativas de assistir à cerimônia, através do stream oficial da BBC ou por streams piratas, embora a NBC e o COI tenham atuado para derrubar qualquer transmissão ilegal. Os comentários também foram bastante criticados. Os narradores não sabiam quem era Tim Berners-Lee, o inventor da world wide web, acharam que a Rainha Elizabeth II realmente havia saltado do helicóptero e faziam longos comentários, sobrepondo-se a músicas e performances importantes. Mesmo com todos os problemas, a cerimônia foi a mais assistida da história das Olimpíadas de Verão, com uma audiência de 40,7 milhões de pessoas.
No Brasil, a cerimônia foi transmitida com exclusividade na tv aberta pela Rede Record, alcançando o segundo lugar na audiência, com média de 8 pontos no Ibope (cada ponto equivale a 60 mil domicílios na Grande São Paulo). Em Portugal, a RTP foi a emissora mais assistida do dia, superando a audiência da cerimônia de abertura de Pequim.

## Recepção

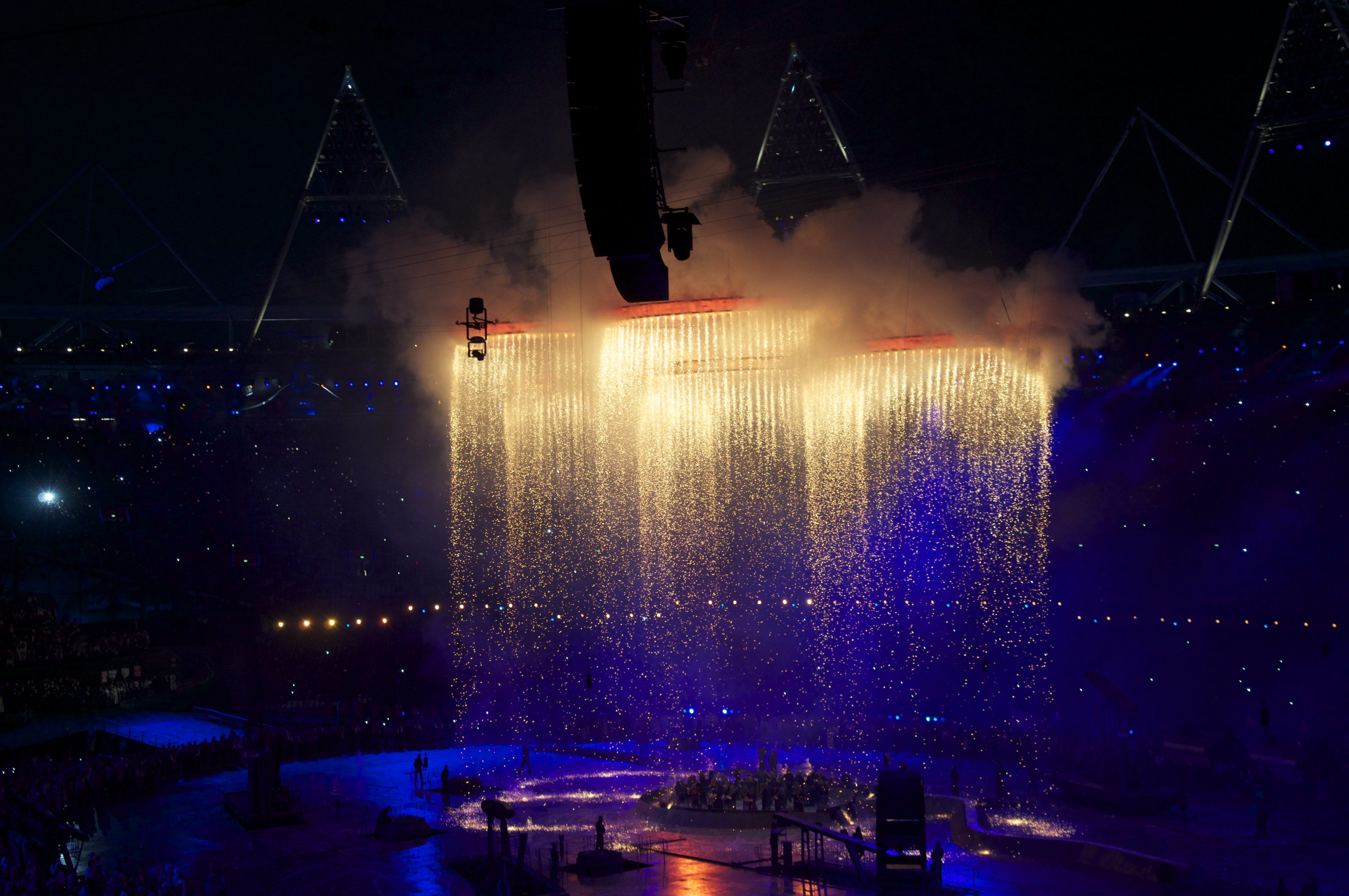
Os anéis olímpicos do segmento Pandemônio foram elogiados em diversas partes do mundo.

A reação da imprensa britânica ao evento foi, de modo geral, positiva. Foram elogiados aspectos como o humor britânico, o foco nas pessoas e o reconhecimento daquilo que funciona no país. Por outro lado, a homenagem ao NHS e outros detalhes foram classificados como "uma alegre e maravilhosa bagunça". Entre os políticos, as críticas mais fortes vieram do deputado conservador Aidan Burley, que chamou a cerimônia de "a mais esquerdista" que ele já havia visto. O prefeito de Londres Boris Johnson saiu em defesa do espetáculo, dizendo que as críticas não faziam sentido.
Fora do Reino Unido as reações também foram positivas. O jornal francês Libération exaltou a ironia e a inventividade do roteiro, o italiano Corriere della Sera lembrou da Rainha "bond girl" e a agência de notícias Associated Press publicou que a cerimônia havia dado um início vibrante aos Jogos.
O jornal americano USA Today classificou a cerimônia como "peculiar", enquanto o The New York Times ressaltou o aspecto nacionalista do show, chamando-o de "descaradamente britânico". A Radio Canada International também enfatizou esse aspecto, comparando com o orgulho canadense após a abertura dos Jogos de Inverno de Vancouver, em 2010. A agência chinesa Xinhua e o jornal indiano The Times of India lembraram que a cerimônia serviu para mostrar as maiores contribuições britânicas para a humanidade, assim como Pequim havia feito quatro anos antes.
Para o egípcio Al-Ahram, os corais infantis abriram as portas para um espetáculo histórico. No Brasil, o iG publicou que Londres "esnobou" grandes celebridades no acendimento da pira e o GloboEsporte.com ressaltou a miscelânea cultural presente no estádio.

## Prêmios
A cerimônia conquistou em novembro de 2012 o Evening Standard Theatre Awards na categoria "Além do Teatro". No mesmo mês, venceu na categoria "Inovação" o Royal Television Society Craft & Design Awards. Em fevereiro de 2013, o diretor artístico Danny Boyle recebeu o Prêmio do Júri na premiação principal da mesma entidade. Em abril, Hamish Hamilton e Tapani Parm dividiram o prêmio de Melhor Diretor (multi-câmera) no BAFTA Television Craft Awards. A cerimônia ainda foi indicada ao BAFTA Awards na categoria Voto Popular, perdendo para a série de tv americana Game of Thrones. A cerimônia ainda foi indicada a cinco prêmios do Primetime Emmy Awards, vencendo a categoria "Direção de Arte em Programa de Não-Ficção e Variedades".